# Санди (Орегон)
Санди (англ. Sandy) — город в округе Клакамас штата Орегон, образованный около 1853 года и названный в честь близлежащей реки Санди. Город расположен в предгорьях Каскадных гор, примерно в 43 км к востоку от Портленда.

## История

### XIX век
Санди был основан пионером Сэмом Барлоу, когда он в 1845 году остановился в районе Барлоу-Роуд Орегонского пути. Первыми жителями стали Фрэнсис и Лидия Ревенье, поселившиеся в этом районе с 1853 года. Район был богат природными ресурсами, поэтому вскоре Ревенье построили дом и торговый пост. Примерно в 1873 году на вырученные средства был построен первый в городе отель.
В конце XIX века поселение было названо в честь близлежащей реки Санди, которая получила свое название от Мериуэзера Льюиса и Уильяма Кларка во время их экспедиции 1805 года.
Второй отель был построен в Санди в 1890 году бароном Отто фон Шолли, австрийским иммигрантом, который служил вторым почтмейстером города и первым нотариусом. В 1894 году в городе была построена первая католическая церковь, основанная монахами-бенедиктинцами. Первая служба в ней прошла 18 декабря того же года. Несмотря на то, что первоначальное здание было разрушено во время пожара, два десятилетия спустя здание было перенесено и вновь открыто.

### XX век

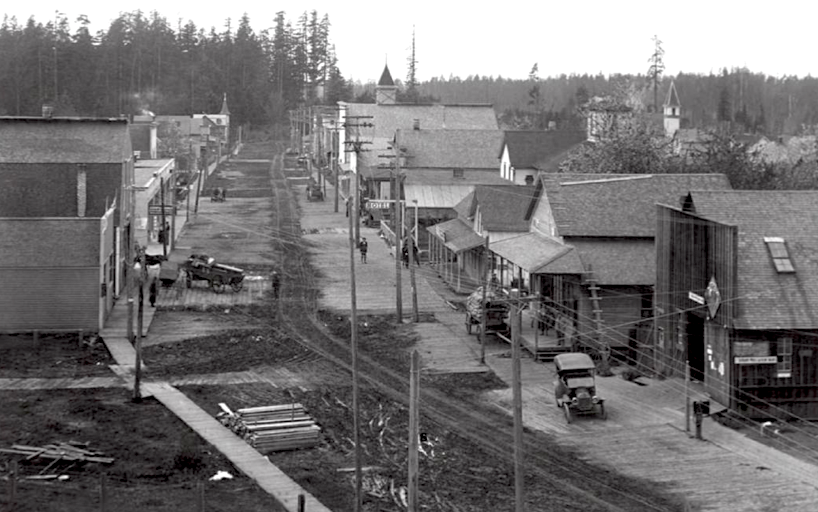
Главная улица Санди, 1917 год

11 августа 1911 года поселение официально получило статус города, а 14 ноября 1913 года городские избиратели утвердили его устав. Фридрих Майниг, немецкий иммигрант и бизнесмен, приехал в Санди в 1876 году. Его сын, Пауль Майниг, служил мэром города с 1912 по 1918 год. Значительная часть экономики Санди в конце XIX и начале XX веков была связана с лесозаготовками.
В октябре 1913 года в городе произошел крупный пожар, уничтоживший многочисленные здания и предприятия, в том числе ресторан, конюшню и салун, расположенные на главной улице. Впоследствии была возведена бетонная замена ресторана и салуна, которая стала первым бетонным зданием в городе. Банк округа Клакамас был основан в Санди в 1916 году. По состоянию на 2018 год банк остается старейшим общественным банком в штате Орегон.
В 1919 году, за год до принятия девятнадцатой поправки к Конституции США, город избрал в свое правительство двух женщин: Бланш Шелли была избрана мэром, а Эдна Эссон — членом городского совета. В 1923 году в городе завершилось строительство кирпичного здания, которое стало новой средней школой Санди Юнион.

### XXI век
В начале XXI века население Санди значительно увеличилось в связи с ростом агломерации Портленда. Согласно исследованию 2018 года, проведённому Университетом штата Орегон в Портленде, Санди являлся вторым по скорости роста населения городом в штате, и, по оценкам, к 2034 году его население достигнет 18 980 человек.

## География
По данным Бюро переписи населения США, общая площадь города составляет 8,13 км², средняя высота — 295 м.

### Климат
Для этого региона характерно тёплое, но сухое и нежаркое лето, то есть средняя температура летних месяцев не превышает 22 °C. Согласно системе классификации климата Кёппена, Санди расположен в зоне тёплого средиземноморского климата.

## Население
По данным переписи населения 2010 года в городе проживало 9 570 человек. Плотность населения составляла 1176,8 человека на км². Расовый состав города: белые — 90 %, афроамериканцы — 0,4 %, коренные американцы — 1,3 %, азиаты — 1,2 %, выходцы с тихоокеанских островов — 0,2 %, представители других рас — 3,4 %, представители двух или более рас — 3,4 %. Испаноязычные составляли 9,2 % населения независимо от расы.
В городе насчитывалось 3567 домашних хозяйств. 40,6 % населения города составляли дети младше 18 лет, 51,7 % — совместно проживающие супружеские пары, 12,6 % — незамужние женщины-домохозяйки, 5,4 % — холостые мужчины и 30,3 % — несемейные пары. 23,5 % всех домашних хозяйств состояли из отдельных лиц, а 10,1 % — из одиноких людей в возрасте 65 лет и старше.
Средний возраст жителей города составлял 32,8 года.

## Образование
В пределах города есть три школы: начальная школа Санди, средняя школа Сидар-Ридж и средняя школа Санди. Они управляются региональным школьным округом Орегон-Трейл.

## Транспорт
Американская трасса 26 проходит через центр города Санди, образуя бульвары Пионер и Проктор в центре города Санди. Санди является Северной конечной станцией Орегонского шоссе 211.

### Воздушный транспорт
В Санди есть два аэропорта: Санди-Ривер и Кантри-Сквайр.